# Chenonetta
Genre
Chenonetta est un genre d'oiseaux qui ne comprend qu'une seule espèce existante, le Canard à crinière, et une espèce éteinte, Chenonetta finschi (en).

## Systématique
Pour BirdLife International, il existerait une espèce supplémentaire, Chenonetta finschi, endémique de la Nouvelle-Zélande, qui aurait été encore en vie après l'année 1500 et qui aurait disparu avant 1700.

### Liste d'espèces
D'après la classification de référence (version 5.2, 2015) du Congrès ornithologique international :
- Chenonetta jubata – Canard à crinière

Pour BirdLife International :
- † Chenonetta finschi